# Sesotho (sprog)
Sesotho eller sydsotho, er et bantusprog og er en del af den større sotho-tswana-sproggruppe. Sotho-tswana-gruppen har tre grene: sotho eller sydsotho (som denne artikel henviser til), nordsotho eller pedi, som man snakker i den nordlige del af  Sydafrika, og setswana, som man taler både i Sydafrika og Botsawana. Sesotho tales af Basotho-folket i Lesotho og Sydafrika. I alt 13,5 millioner taler sesotho. Kilde: https://www.ethnologue.com/insights/ethnologue200/Sproget er officielt sprog i begge lande.